# Chłopomania

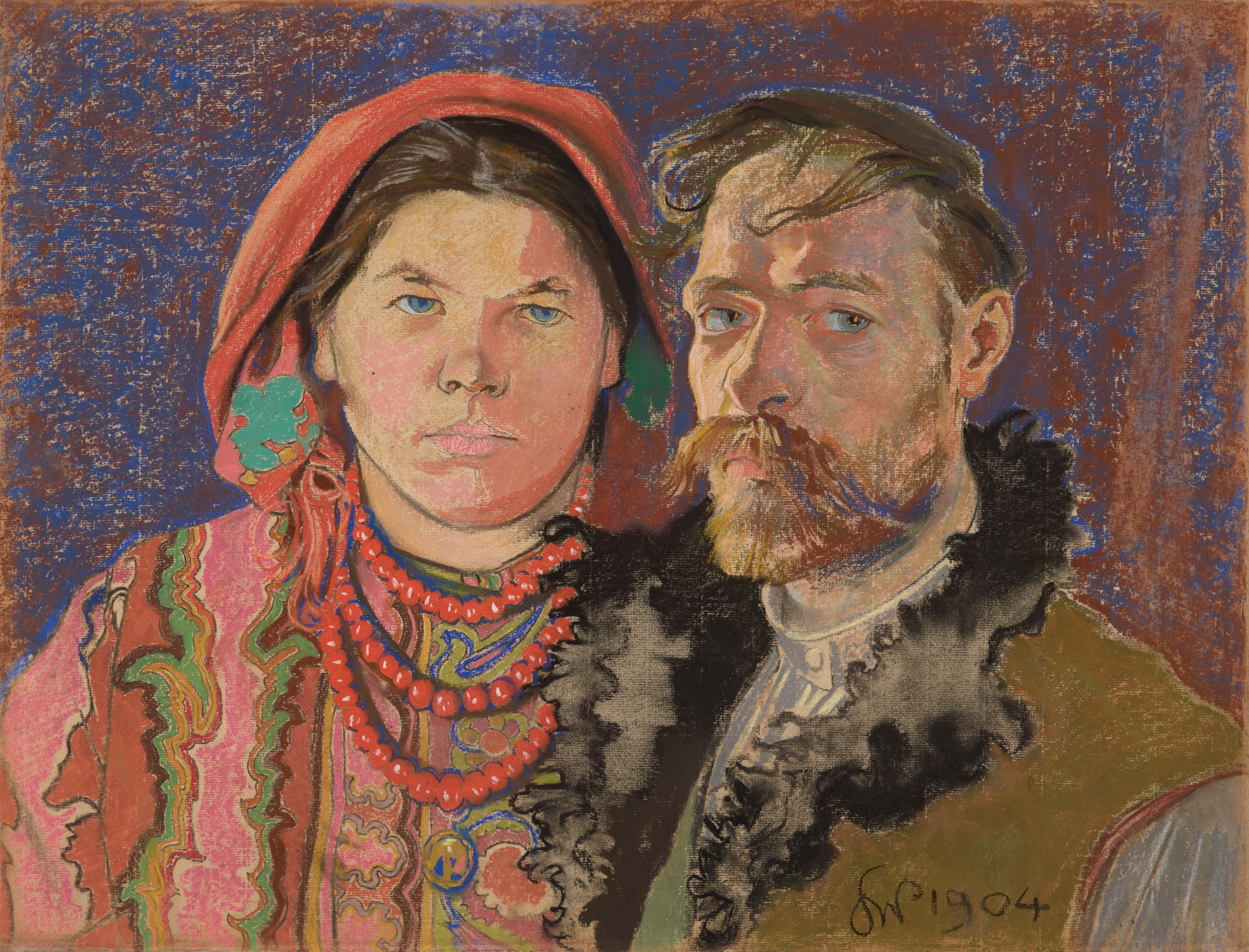
Peintre et dramaturge Stanislaw Wyspianski, autoportrait avec sa femme paysanne Teofilia Pytko, 1904

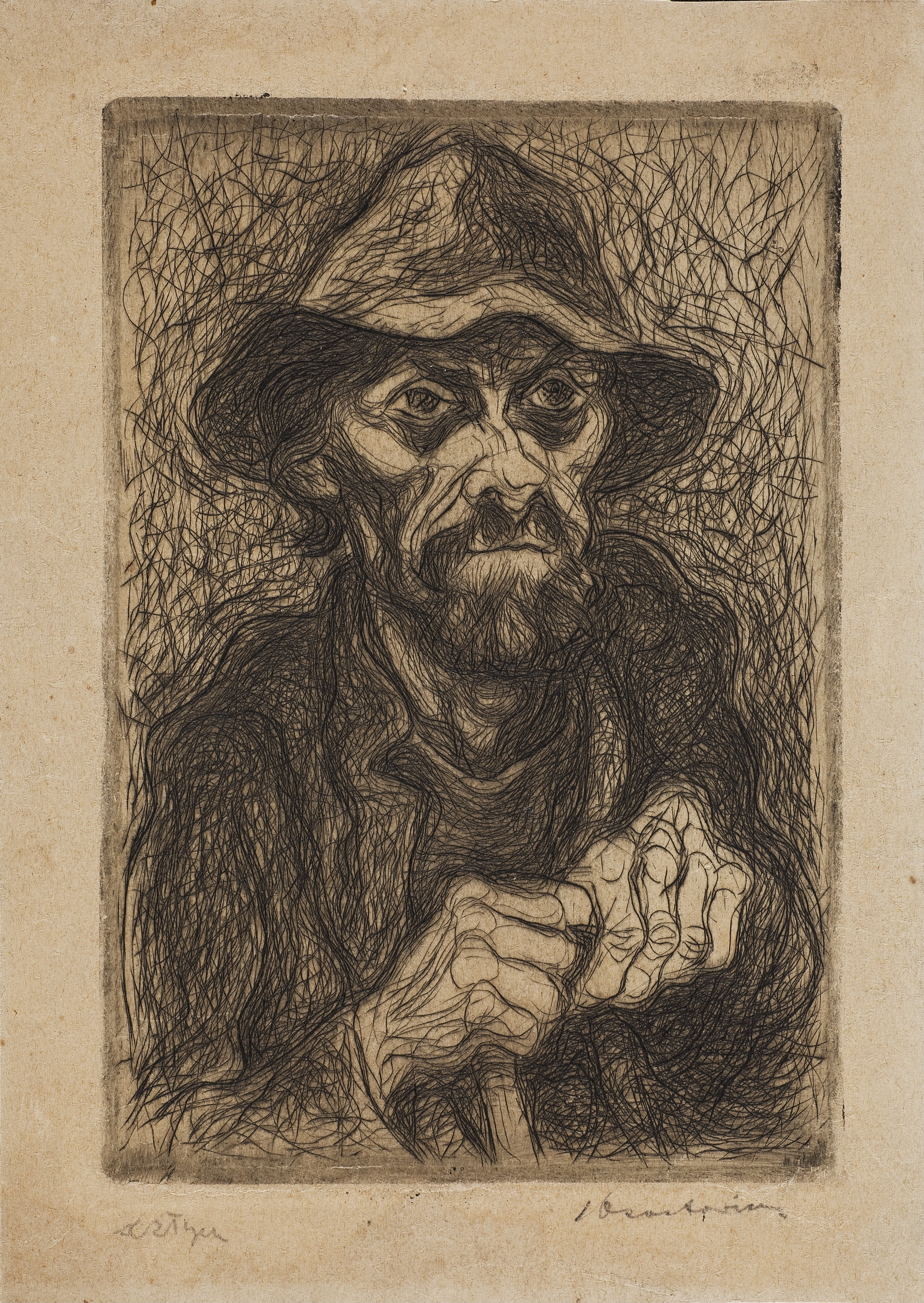
Chlop, de Stanisław Osostowicz, estampe réalisée entre 1930 et 1934.

Chłopomania ou Khlopomanstvo (cyrillique: Хлопоманство, de chłop = paysan en polonais, littéralement paysanmania) est un terme historique et littéraire inspiré par le mouvement moderniste de Jeune Pologne Młoda Polska et la communauté ukrainienne (Hromada). L'expression est issue de la Galicie de la fin du XIXe siècle et de la fascination et l'intérêt de intelligentsia de l'Ukraine de la rive droite pour la paysannerie. 
Bien que le terme ait été initialement utilisé en plaisantant,, avec le temps l'intérêt renouvelé pour les traditions folkloriques a influencé les réveils nationaux en Pologne et en Ukraine, tous deux gouvernés alors par des empires étrangers. La « Paysan-mania » est une manifestation à la fois du néo-romantisme et du populisme, qui a surgi pendant le règne de l'Autriche-Hongrie en Galicie et a touché les Polonais et les Ukrainiens. Ce mouvement s'est aussi manifesté dans l'Empire russe, où il a fortement contribué à l'élaboration de la culture ukrainienne moderne.

## Étymologie
Chłopomania et Хлопоманство (Khlopomanstvo) signifient littéralement «paysan-mania ». C’est un mot-valise composé des mots slaves chłop / xлоп qui signifie « paysan » et le mot grec « mania », dans le sens d’un enthousiasme ou d’un engouement.

## Histoire
La situation de décadence politique de la Pologne et de l’Ukraine de fin du XIXe siècle conduit de nombreux intellectuels à croire que la seule alternative était un retour aux racines folkloriques en sortant des grandes villes et en se mélangeant aux « hommes simples ». En se concentrant sur chłopomania dans la culture polonaise, l’historien de la littérature roumaine Constantin Geambaşu soutient que : « au départ, l'intérêt de la bohème de Cracovie pour la vie rurale suivait des objectifs purement artistiques. [Mais par la suite] les intellectuels démocrates polonais se sont rendu compte de la nécessité d'attirer et de mobiliser la paysannerie pour renforcer le mouvement d'indépendance national [de la Pologne] (1795 - 1918). La notion de solidarité sociale s’est constituée et consolidée comme une solution pour sortir de l'impasse rencontrée par la société polonaise, en particulier l'échec de l'insurrection de janvier 1863 ».
La Chłopomania se diffuse alors en Ruthénie subcarpatique et dans l'Empire russe, touchant les parties occidentales de l'Ukraine (Ukraine de la rive droite, la Podolie etc.). Cette section du mouvement s’élargit alors à un courant plus général d’ukrainophilie, qui réunit des partisans et sympathisants du nationalisme ukrainien indépendamment de l'origine culturelle ou ethnique. Le savant russe Aleksei I. Miller définit la composition sociale de certains groupes de chłopomania (dont les membres sont connus comme chłopomani ou khlopomany) en termes d'acculturation inversée: « les Khlopomany étaient des jeunes polonais ou des familles polonisées qui, en raison de leurs convictions populistes, rejetèrent leur appartenance sociale et culturelle et s’efforcèrent de se fondre dans la paysannerie locale ». De même, le chercheur canadien John-Paul Himka décrit les chłopomani ukrainiennes « [comme composées] principalement de polonais d’Ukraine de la rive droite », notant que leur contribution était en ligne avec une tradition de coopération « ukrainophile » contre les Russes et les Russophiles. L’historien français Daniel Beauvois note que dans certains cas, les chłopomani au sein de la noblesse polonaise ont contribué à « renforcer le mouvement ukrainien ». Miller souligne quant à lui l'exacerbation des tensions entre les Ukrainiens et les Polonais. Il écrit: « Le gouvernement russe ne pouvait que se réjouir du fait que certains khlopomany ukrainiens renoncèrent à leur foi catholique, et se convertirent à l'orthodoxie, refusant alors de soutenir le mouvement national polonais. En réaction, certains polonais furent prompts à attirer l'attention du gouvernement russe sur la teneur subversive des vues sociales des khlopomany et leur orientation pro-ukrainophile. Les autorités étaient le plus souvent enclins à prêter attention à ces accusations, étant guidé plus par l'instinct de solidarité sociale avec les propriétaires terriens polonais que par la stratégie de confrontation nationale avec le Polonais ».

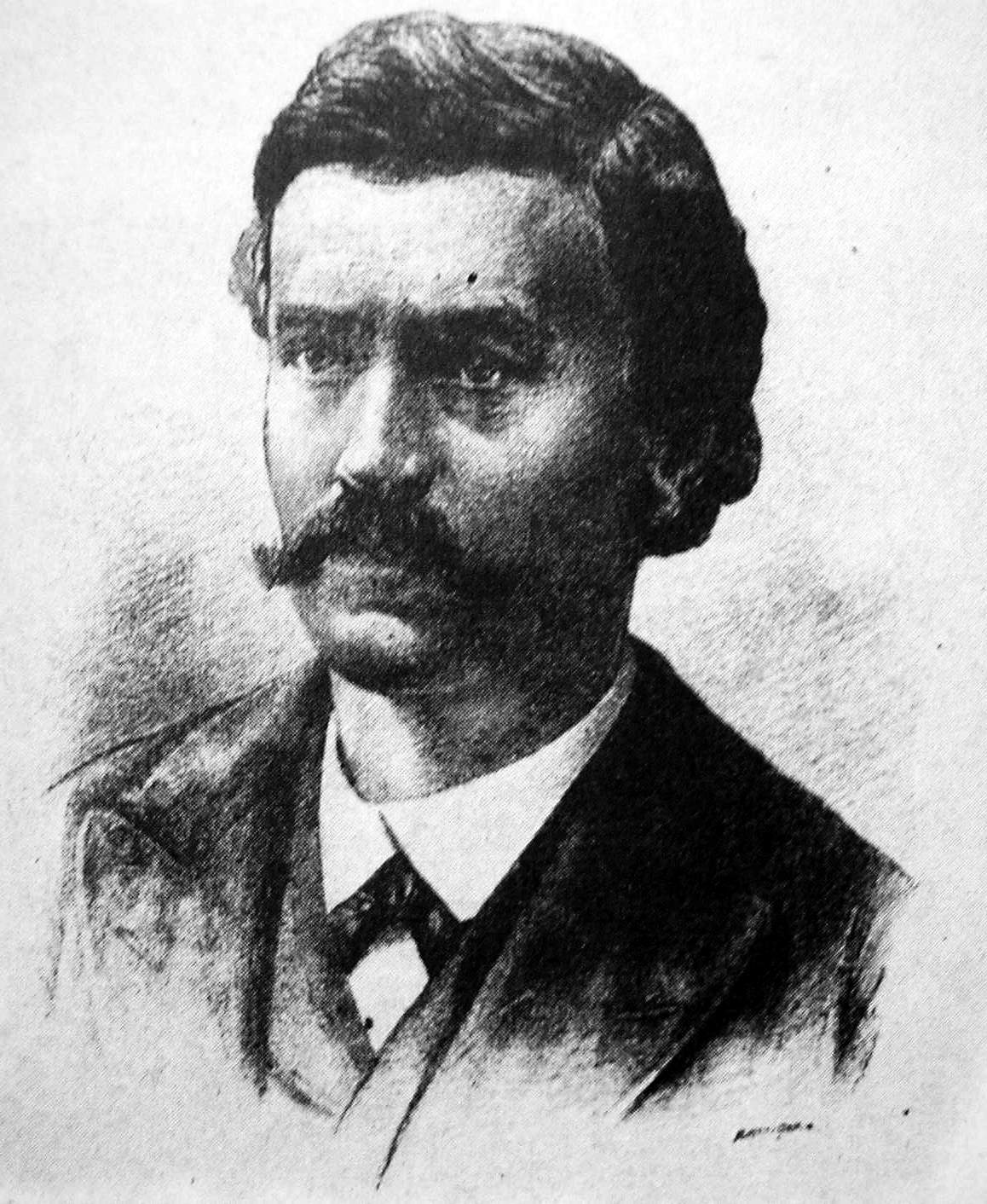
Volodymyr Antonovych (Володимир Антонович)

Selon Himka, le premier chłopomani actif au début des années 1860, inclus Paulin Święcicki, qui a consacré une grande partie de sa carrière à l'avancement de la cause ukrainienne. Parmi les représentants les plus connus de ce cercle d'intellectuels, on peut citer Stanisław Wyspiański (dont « Les Noces » est parfois associée à la chłopomania comme un manifeste). En 1900, Wyspiański épousa la mère de ses quatre enfants Teodora Pytko issue d'un village près de Cracovie. En novembre de la même année, il participa également à la noce paysanne de son ami, le poète Lucjan Rydel dans Bronowice. D'autres personnalités prééminentes du mouvement sont les intellectuels du magazine ukrainien Osnova, principalement Volodymyr Antonovych et Tadei Rylsky, ainsi que le poète Pavlo Chubynsky.
Les chercheurs ont noté des liens entre la chłopomania et les courants émergents dans les régions voisines de Galicie, tant à l'intérieur et à l'extérieur de l'Autriche-Hongrie. L’historien John Neubauer a décrit la chłopomania comme faisant partie des mouvements populistes de la fin du XIXe siècle dans la littérature d'Europe centrale et orientale, en lien étroit avec le magazine agrarianist Głos (publié dans le Royaume du Congrès de Pologne) et avec les idées de militants culturels estoniens Jaan Tõnisson et Villem Reiman. Neubauer décrit également l'inspiration de la chłopomania par le prix Nobel Władysław Reymont et sa nouvelle Chłopi, ou par le travail des auteurs de la Jeune Pologne comme Jan Kasprowicz. Selon Beauvois, la participation de nombreux polonais aux branches ukrainiennes du mouvement a trouvé plus tard un écho dans les actions de Stanisław Stempowski, qui, lui-même Polonais, s’investit dans l'amélioration du niveau de vie des paysans ukrainiens vivant en Podolie. Miller note également que le mouvement a eu des échos dans les régions de l'Empire russe autres que le Royaume du Congrès de Pologne ou en Ukraine, en soulignant un parallèle, « mais d'une dimension bien moindre », dans ce qui allait devenir la Biélorussie. La notion de chłopomania a été spécifiquement liée par Geambaşu avec les courants Sămănătorist et Poporanist alimentés par les intellectuels roumains nationalistes du Royaume de la Roumanie et de la Transylvanie.